# Nikolai Martynowitsch Jakubowitsch
Nikolai Martynowitsch Jakubowitsch (russisch Николай Мартынович Якубович, wiss. Transliteration Nikolaj Martynovič Jakubovič; geb. 1816 oder 1817 in Kleinrussland; gest. 1879 in Sankt Petersburg) war ein russischer Histologe, Embryologe und Physiologe. Er war Doktor der Medizin der Universität Dorpat, Wirklicher Staatsrat, ordentlicher Professor in der Abteilung für Histologie und Physiologie der Sankt Petersburger Medizinisch-Chirurgischen Akademie.
Er entdeckte eine Ansammlung von Nervenelementen (Nuclei) im Rückenmark. Nach ihm benannt ist der Jakubowitsch-Kern bzw. Westphal-Edinger-Kern, das Ursprungskerngebiet der parasympathischen Nervenfasern des dritten Hirnnervs (Nervus oculomotorius) im Mittelhirn.

## Biografie
Jakubowitsch wurde 1816 in Kleinrussland (heute Ukraine) geboren. Die erste Ausbildung erhielt er im Internat in Jekaterinoslaw, wohin ihn sein Vater, ein armer Gutsbesitzer aus dem Gouvernement Poltawa, schickte. Danach setzte er sein Studium an der Medizinischen Fakultät der Universität Charkow fort und spezialisierte sich auf Frauenkrankheiten. Nachdem er am 10. September 1838 sein Studium der Medizin in der 1. Abteilung abgeschlossen hatte, arbeitete er hier weiter als Assistenzarzt, zunächst in der Geburtsklinik der Universität und später, seit dem 8. Juni 1839, in der therapeutischen Abteilung, wo er Assistent eines bekannten Chirurgen und Augenarztes, Professor Tito Vanzetti, war. Er zog 1840 nach Derpt (Tartu). Er studierte an der Universität von Dorpat bei den Professoren Volkmann, Hueck, Bidder, Reichert und Schmidt. An der gleichen Universität schrieb Jakubowitsch seine Dissertation Über den Speichel (De Saliva, Dorpat, 1848), er nahm die Aufgaben eines Prosektors an der anatomischen Abteilung wahr. Im Sommer 1851 traf Jakubowitsch in St. Petersburg ein, wo er begann, sich dem akademischen Kreis anzunähern und sich als prominenter Spezialist für Histologie zu etablieren. 1853 wurde er zum außerordentlichen Professor am neu eröffneten Lehrstuhl für Histologie, Embryologie und Physiologie der St. Petersburger Medizinisch-Chirurgischen Akademie gewählt, 1857 – zum außerordentlichen Professor und von 1860 bis 1869 – zum ordentlichen Professor. Nicolaus von Jacubowitsch wurde am 15. August 1858 unter der Präsidentschaft des naturphilosophischen Mediziners Dietrich Georg Kieser mit dem akademischen Beinamen Joh. Müller unter der Matrikel-Nr. 1871 als Mitglied in die Kaiserliche Leopoldino-Carolinische Deutsche Akademie der Naturforscher aufgenommen.
Darüber hinaus wurde Jakubowitsch am 7. Januar 1862 zum Ehrenmitglied des militärmedizinisch-wissenschaftlichen Ausschusses ernannt.
Als er 1848 und 1850 im Ausland war, studierte Jakubowitsch an den Laboratorien vieler deutscher Professoren (Moleschott, Siebold, Kölliker, Heinrich Müller, Virchow, Du Bois-Reymond und andere). Hier machte er eine Reihe von mikroskopischen Studien, hauptsächlich über das zentrale Nervensystem. Für seine Arbeiten auf diesem Gebiet erhielt Jakubowitsch den Montyon-Preis der Pariser Akademie der Wissenschaften. Von Alexander von Humboldt wurde gesagt, dass er Jakubowitschs Werke hoch bewertet haben soll.
Karl Ernst von Baer dagegen schätzte in seinen Bemühungen um den Ausbau des Lehrstuhls für Physiologie an der Akademie der Wissenschaften in St. Petersburg Jakubowitschs Leistungen geringer ein als die von Owsjannikow und stellte in zwei selbständigen Arbeiten von ihm „Abweichungen“ von seinen frühere Publikationen fest.
Nikolai Martynowitsch Jakubowitsch trat am 22. Juni 1869 aus gesundheitlichen Gründen zurück. Er starb am 19. Januar 1879 in St. Petersburg.

## Publikationen (Auswahl)
- De Saliva, Dorpat, 1848 (Diss.)
- «Микроскопическое исследование начал нервов в большом мозгу» „Mikroskopische Untersuchung der Nervenanfänge im Großhirn“ (zusammen mit dem Akademiemitglied F. W. Owsjannikow, Wojenno-medizinski schurnal (Militärmedizinisches Journal)[11], 1856 und Bulletin de l'Académie impériale des sciences de St.-Pétersbourg, 1855)
- «Микроскопическое исследование начал нервов в спинном и продолговатом мозге, о чувствительных и симпатических ячейках в нём и пр.» „Mikroskopische Untersuchungen über die Nervenursprünge im Rückenmarke und verlängertem Marke, über die Empfindungszellen und sympatischen Zellen in denselben, etc.“ (ebd., 1856);
- «О тончайшем строении черепного и спинного мозга» „Über die feinere Struktur des Gehirns und Rückenmarks“ (Militärmedizinisches Journal, 1857)
  - dasselbe in Deutsch: Jacubowitsch, Nikolai Martinowitsch: Mittheilungen über die feinere Struktur des Gehirns und Rückenmarks (Als Forts. der im Bulletin der l’Académie des sciences de St. Pétersbourg niedergelegten mikroskopischen Untersuchungen.) Breslau, Grass, Barth & Comp., 1857.
- Recherches comparatives sur la système nerveux [Vergleichende Forschungen über das Nervensystem] (Paris, 1858),
- «Местное употребление хлороформа в болезнях матки» „Die lokale Anwendung von Chloroform bei Gebärmutterkrankheiten“
- Отчет о путешествии за границу [Reisebericht über eine Auslandsreise] (1860)